# 氏家直元
氏家 直元（うじいえ なおもと）は、戦国時代の武将。氏家氏12代当主。西美濃三人衆の一人。出家後に名乗った「卜全」（ぼくぜん）の号で知られている。当初は桑原直元と名乗り、後に氏家直元に改めた。氏家氏に繋ぐ系図も多いが、実際には血縁はない。
最盛期には美濃国の三分の一を領し、三人衆の中では最大の勢力を有していたとされる。

## 生涯
初め美濃国守護の土岐頼芸の家臣として仕えたが、斎藤道三によって頼芸が追放されると、道三の家臣として仕えた。道三時代には伊勢神宮御師・福島氏との交渉窓口を務めていた。道三と子・義龍との争い（長良川の戦い）の際は義龍側についたものとみられる。
義龍時代には側近として日根野弘就・竹腰尚光・日比野清実・長井衛安・安藤守就と共に連署状を発して義龍の治世を補佐した。義龍が永禄2年（1559年）に一色氏を名乗るようになると、桑原三河守直元から一色氏家臣の苗字である氏家常陸介直元に名乗りを改めた。
義龍の死後、子の龍興に仕えたが、龍興とは折り合いが悪かったとされており、稲葉良通や安藤守就と共に永禄10年（1567年）、織田信長の稲葉山城攻めにおいて内応し、以後は織田氏の家臣として仕えた。なお、この頃に卜全と号した。
信長上洛の際にはこれに従った。また、永禄12年（1569年）の北畠具教が籠城する大河内城攻めや、元亀元年（1570年）の姉川の戦いなどにも参加して活躍した。
元亀2年（1571年）、織田信長の長島攻め平定の際に、命を受け伊勢国桑名郡の多度大社の本宮並びに摂末社、神宝、古記録、多度大社の神宮寺であった宝雲寺（真言宗）の七十余りに及ぶ堂、塔、伽藍を全て焼き尽した。その後、柴田勝家に従軍し、織田軍が撤退する際に殿軍を務めたが、5月12日に美濃石津で本願寺勢力と共に織田軍に抵抗していた六角一族の佐々木祐成に討ち取られた。享年38とされるが、『美濃国諸旧記』には59歳で死去したと書かれている。岐阜県海津市南濃町安江に「卜全塚」という供養塔がある。
家督は長男・直昌が継いだ。また、次男・行広（荻野道喜）は大坂の陣で活躍した。

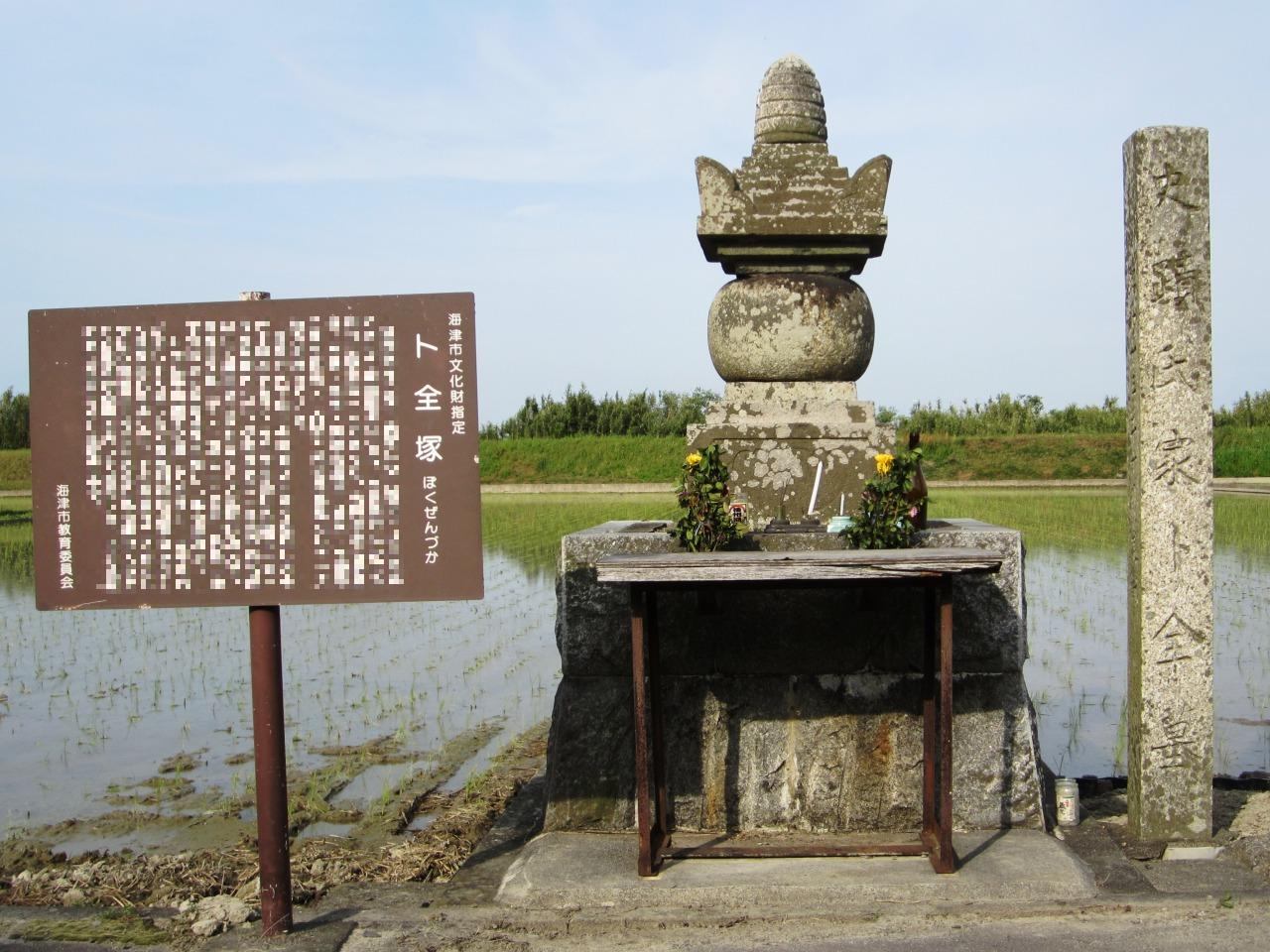
卜全塚（岐阜県海津市南濃町）
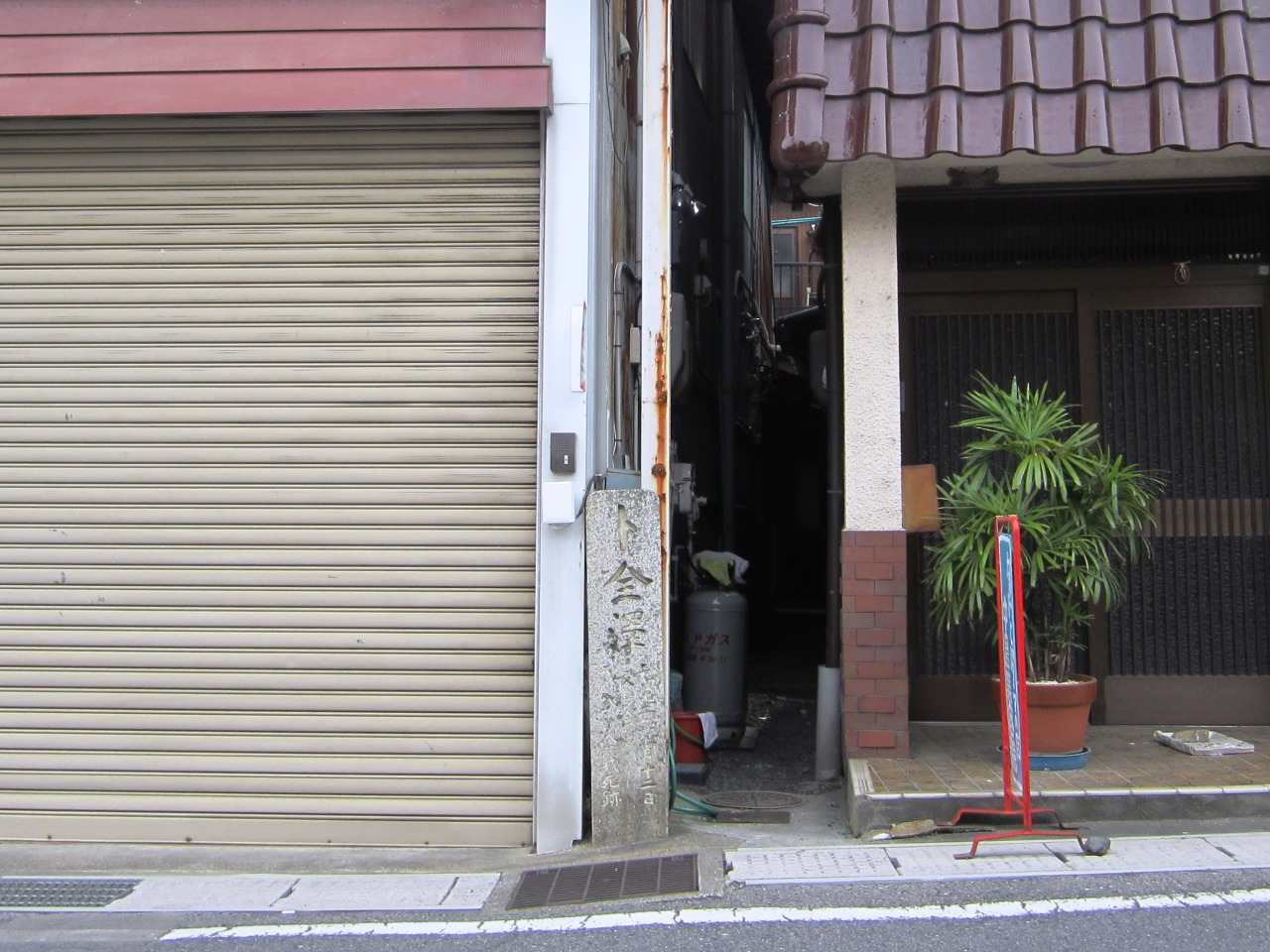
戦死した卜全の首を洗った場所と伝わる卜全沢（岐阜県海津市南濃町）

## 関連論文
- 宮本義己「美濃三人衆の去就―織田信長の美濃経略―」『歴史手帳』6巻1号、1978年。
- 吉田義治「織田政権成立過程における美濃武士団―西美濃三人衆の動向を中心に ―」『岐阜県歴史資料館報』25号、2002年。